# پل رودخانه یانگ‌تسه نانجینگ
پل رودخانه یانگ‌تسه نانجینگ (به چینی: 南京长江大桥، به پین‌یین: Nánjīng Chángjiāng Dàqiáo) یک پل خرپایی دوطبقه در شهر نانجینگ در کشور چین است که بر روی رودخانه یانگ‌تسه ساخته شده و مناطق شهری پوکو و شیاگوان را به‌یکدیگر متصل می‌کند. طبقه بالایی این پل با طول ۴٬۵۸۸ متر، بخشی از بزرگراه شماره ۱۰۴ ملی چین است و طبقه پایینی آن یک راه‌آهن دو خطه با طول ۶٬۷۲۲ متر است، این راه‌آهن بخشی از راه‌آهن پکن-شانگهای است. پل اصلی ۹ ستون دارد و طول آن ۱٬۵۷۶ متر و ارتفاع آن ۷۰ متر است است. روزانه حدود ۸۰ هزار خودرو و ۲۰۰ قطار از این پل عبور می‌کنند.
ساخت این پل در سال ۱۹۶۸ میلادی به پایان رسید. این پل سومین پل ساخته شده بر روی رودخانه یانگ‌تسه است.

## خودکشی
سالانه افراد زیادی خود را از این پل به پایین می‌اندازند. به گزارش رسانه‌های دولتی چین، آمار خودکشی‌ها روی پل یانگ‌تسه حتی از پل گلدن گیت نیز پیشی گرفته است. از زمان ساخت این پل در سال ۱۹۶۸ تا سال ۲۰۰۰ میلادی، بیش از ۲ هزار مورد خودکشی روی این پل ثبت شده است.

## نگارخانه

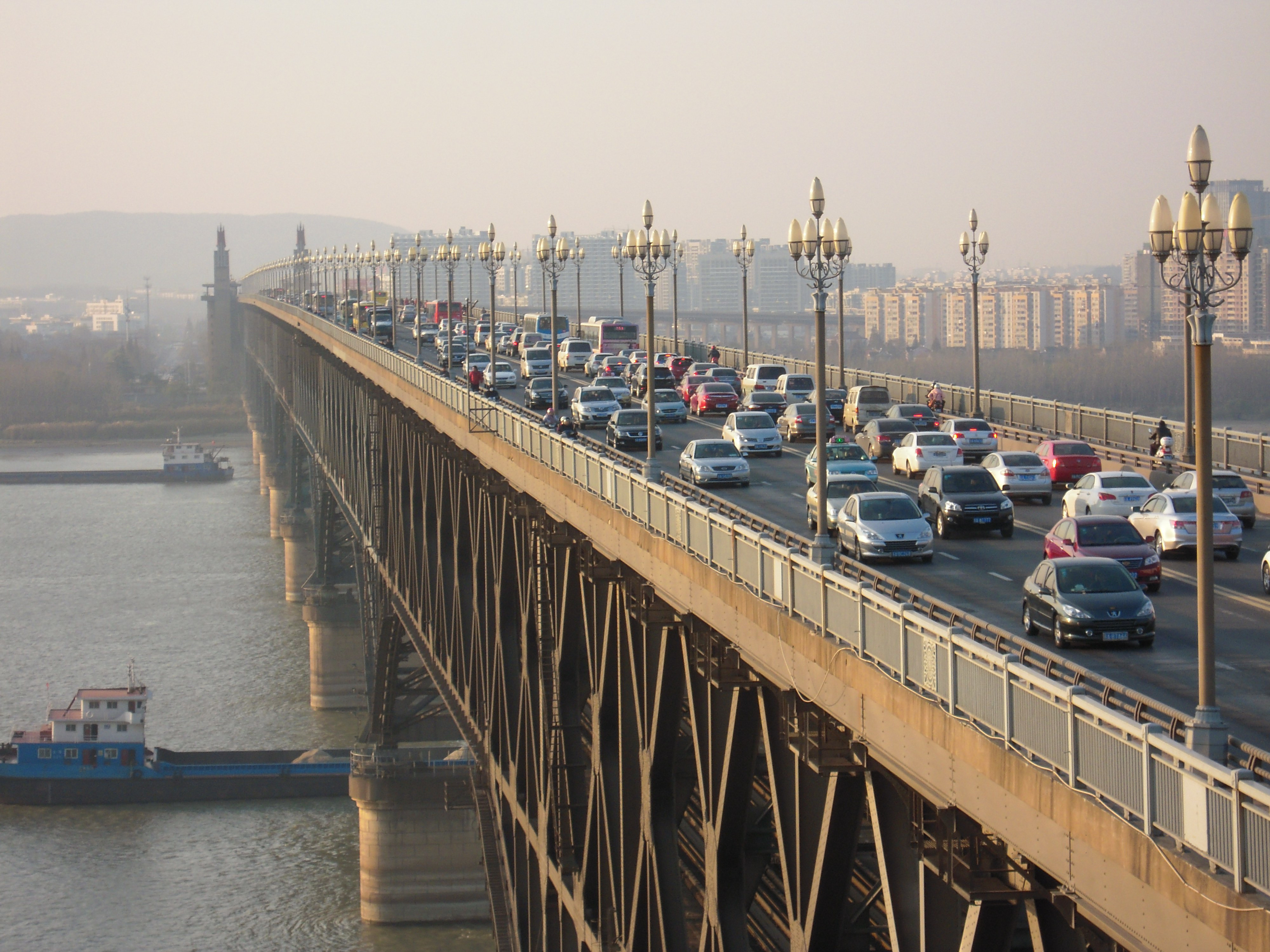
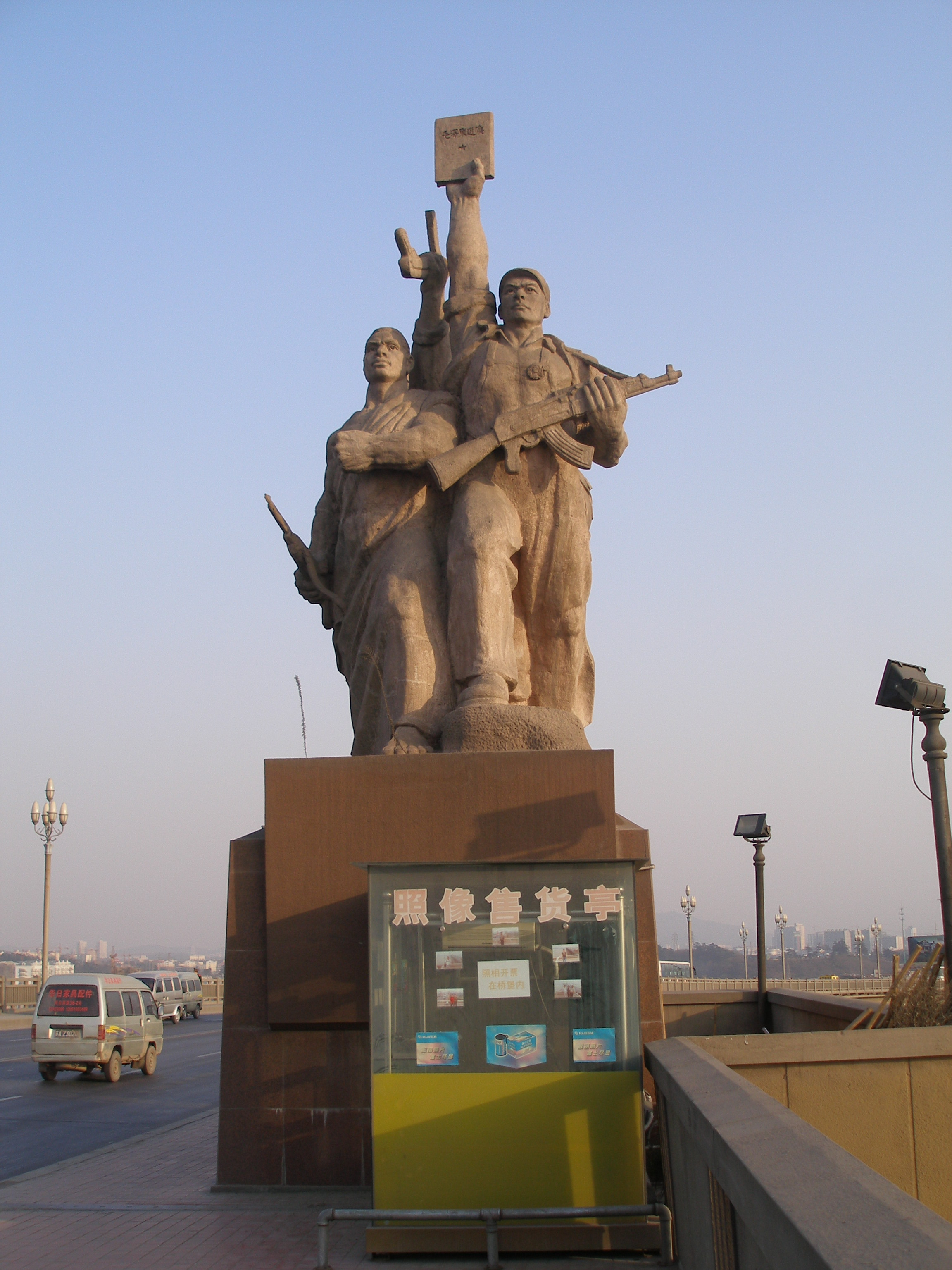
مجسمه اولین پل رودخانه یانگ تسه در شهر نانجینگ
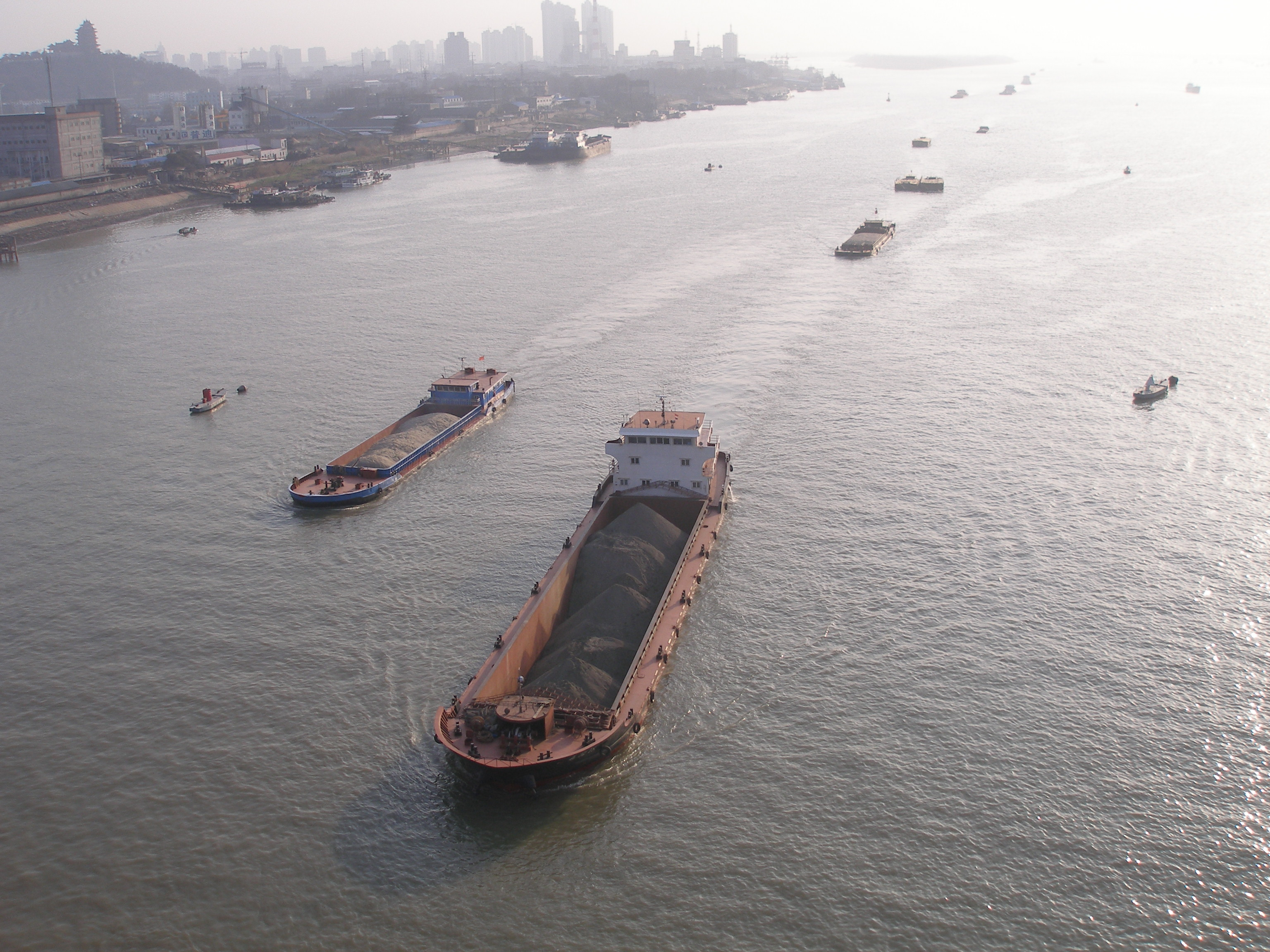
چشم‌اندازی از رودخانه یانگ‌تسه
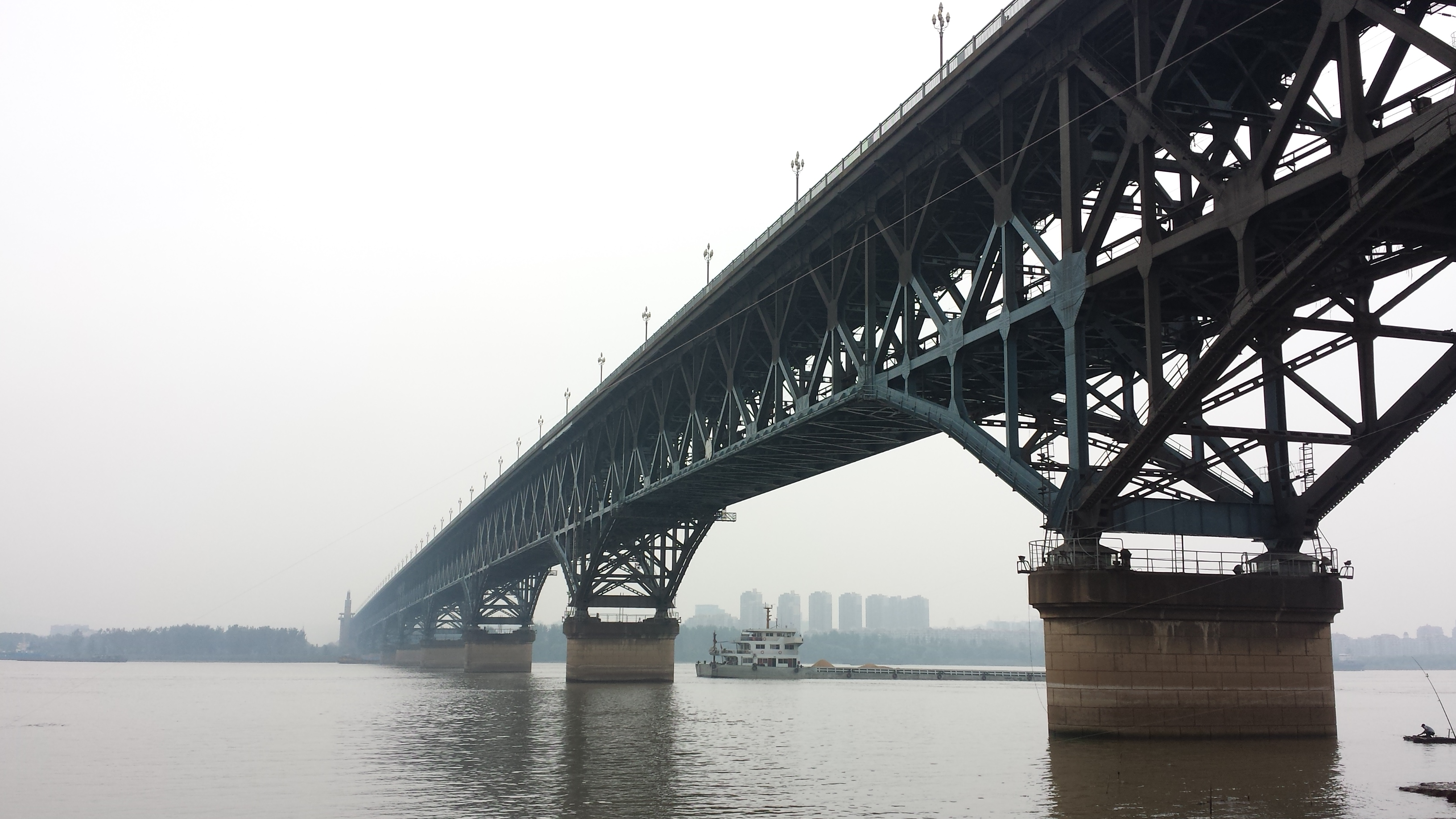
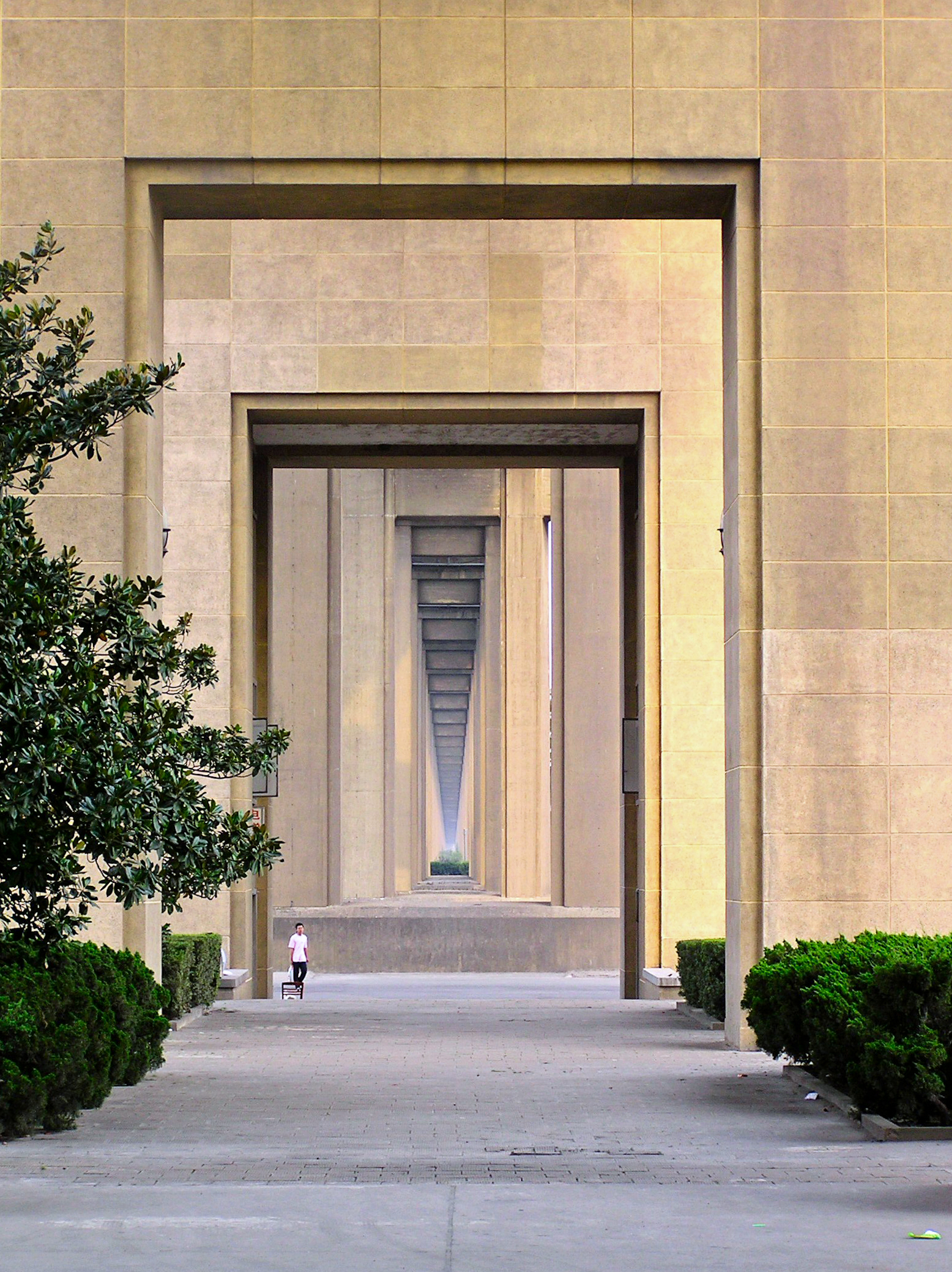
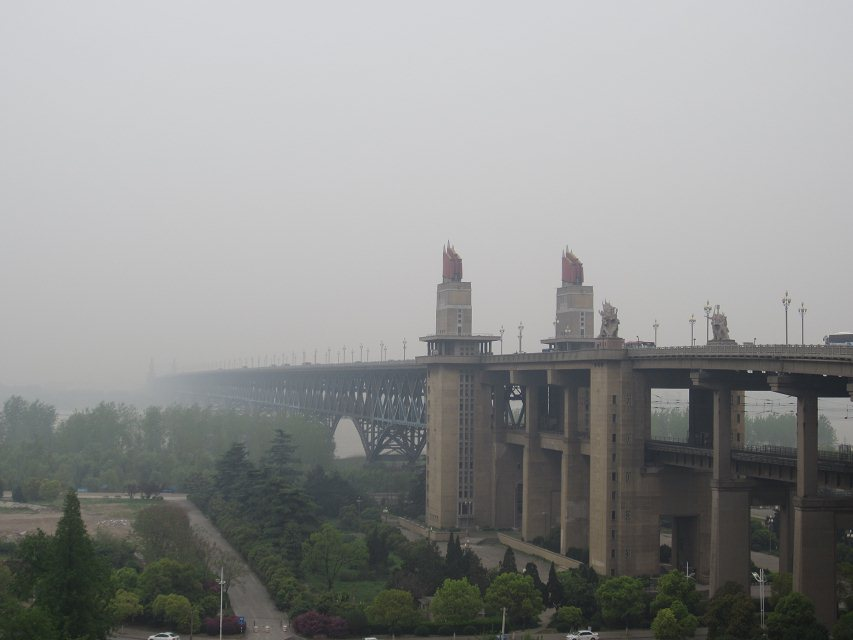